# Хмуров, Михаил Генрихович
Михаи́л Ге́нрихович Хму́ров (род. 26 февраля 1966, город Тула, Тульская область, РСФСР, СССР) — советский, российский и голливудский актёр кино и телевидения.

## Биография
Михаил Хмуров родился 26 февраля 1966 года в городе Туле. Отец — Генрих Михайлович Хмуров (21.06.1934, Ленинград — 21.01.2015, Лос-Анджелес), военно-морской врач, полковник медицинской службы. Мать — Вера Семёновна Красильникова, преподаватель английского языка.
В 1983 году окончил тульскую среднюю общеобразовательную школу № 14.
Стать актёром решил в пятом классе. 

«Отлично помню этот момент. Мы с мамой пошли в Тульский театр драмы на спектакль „Святая святых“. Именно тогда я понял, что хочу вызывать те же эмоции у зрителей, что и актёры на сцене. В это же время нас захватило французское кино. Жан-Поль Бельмондо, Ален Делон… После десятого класса я уехал в Москву сдавать экзамены в Щукинское театральное училище. Я поступил на курс Евгения Рубеновича Симонова. Отучился год, ушёл в армию. А через два года вернулся на второй курс уже к другим педагогам. Зато именно там я встретил свою жену».— Михаил Хмуров, 1 апреля 2008 года.
В 1989 году окончил актёрский факультет Высшего театрального училища имени Б. В. Щукина (художественный руководитель курса — Юрий Андреевич Стромов).
В 1990 году снялся в двух советских художественных фильмах — «Шереметьево-2» режиссёра Юрия Кузьменко и «Николай Вавилов» режиссёра Александра Прошкина.
В 1991 году, за девять дней до «Августовского путча» с женой улетел в Соединённые Штаты Америки, где первое время работал таксистом, затем встретился с актёрским агентом и начал сниматься в сериалах. Сыграл роли в таких американских телесериалах как «Закон и порядок» (1994), «Одна жизнь, чтобы жить» (1995), «Военно-юридическая служба» (2000), «Шпионка» (2001), «Отряд „Антитеррор“» (2006), «4исла» (2006), «24 часа» (2007), «C.S.I.: Место преступления Майами» (2009) и другие.
Член американского профсоюза актёров Screen Actors Guild.
Впервые вернулся в Россию в 2008 году, когда был приглашён на роль английского журналиста Мартина в телесериале «Две сестры» (2008). Затем стал сниматься в российских фильмах и телесериалах.
Последние годы[какие?] живёт в России.

### Личная жизнь
Вместе с женой Марией Хмуровой воспитывают сыновей Артёма, Михаила и Арсения. Также есть двое детей от предыдущего брака — сын Григорий и дочь Дарья.

## Фильмография
| Год  |   | Название                                                                                            | Роль |
| ---- | - | --------------------------------------------------------------------------------------------------- | --- |
| 1990 | ф | Шереметьево-2                                                                                       | Костя |
| 1990 | ф | Николай Вавилов                                                                                     | Олег Вавилов, старший сын Николая Вавилова |
| 1999 | ф | Охота на суженого                                                                                   | милиционер |
| 1994 | с | Закон и порядок 4 (США) (серия № 13 «Заводчик» («Breeder»))                                         | Алекс |
| 1994 | ф | Маленькая Одесса (США)                                                                              | Юрий |
| 1994 | с | Полицейские под прикрытием (США) (серия «Blondes Have More Fun»)                                    | Луджак |
| 1995 | с | Другой мир (США)                                                                                    | Борис |
| 1995 | с | Одна жизнь, чтобы жить (США)                                                                        | массажист |
| 1997 | с | Майкл Хэйес (США)                                                                                   | Владимир |
| 1998 | ф | Миссия в космосе (США)                                                                              | Батавки |
| 1999 | с | V. I. P. (США, Германия)                                                                            | Столи |
| 2000 | с | Военно-юридическая служба (JAG) (США)                                                               | капрал |
| 2001 | с | Клиент всегда мёртв (США)                                                                           | русский |
| 2001 | с | Шпионка (США) (серия «A Dark Turn»)                                                                 | русский охранник |
| 2002 | с | Женская бригада 2 (США) (серия «Angel Work»)                                                        | Стефан |
| 2003 | с | Карен Сиско (США) (серия «Dear Derwood...»)                                                         | Юрий |
| 2005 | с | Щит (США)                                                                                           | Андрей Третьяк |
| 2006 | с | Отряд «Антитеррор» (США)                                                                            | мятежник № 1 |
| 2006 | с | 4исла (США)                                                                                         | Слободан Радович |
| 2007 | с | 24 часа (6-й сезон) (США) (серия № 11 «Day 6: 4:00 p.m. — 5:00 p.m.»)                               | Юлий |
| 2007 | ф | Перелом (США, Германия)                                                                             | русский |
| 2007 | ф | Скажи это по-русски (США, Франция)                                                                  | доктор |
| 2007 | с | Молодые и дерзкие (США)                                                                             | Курт |
| 2008 | с | Две сестры                                                                                          | Мартин, английский журналист |
| 2008 | с | Папины дочки                                                                                        | администратор |
| 2008 | с | Автобус (серия № 9 «Презумпция невиновности»)                                                       | следователь |
| 2008 | с | Висяки (дело № 16 «Ставки сделаны»)                                                                 | Джон Уолтер, майор |
| 2008 | ф | Вопреки здравому смыслу                                                                             | Богдан Прокофьев |
| 2008 | с | Преступление будет раскрыто (серия № 9 «Два по цене одного»)                                        | Олег Петрович Гущин |
| 2009 | ф | Две сестры 2                                                                                        | Мартин, английский журналист |
| 2009 | с | C.S.I.: Место преступления Майами (7-й сезон) (США) (серия № 19 «Особая мишень» («Target Specific») | Сергей Петренко |
| 2009 | ф | Одна война                                                                                          | Максим Прохоров, майор НКВД |
| 2010 | с | Была любовь                                                                                         | Борис, биологический отец Сергея |
| 2010 | с | Гаражи (серия № 7 «Любовники поневоле»)                                                             | Антон Серов |
| 2010 | с | Демоны                                                                                              | Денис («Индус»), специалист по ликвидации последствий конфликтов, бывший бандит                                                                     |
| 2010 | ф | Найди меня                                                                                          | Алексей Терехов, экспедитор мебельной компании в Нарве, муж Аллы                                                                                    |
| 2010 | ф | Сны старого отеля                                                                                   | администратор |
| 2010 | ф | Человек ниоткуда                                                                                    | Кесарь |
| 2011 | с | Группа счастья                                                                                      | отец Анжелики |
| 2011 | ф | Ельцин. Три дня в августе                                                                           | Александр Иванович Лебедь, генерал-лейтенант, заместитель командующего ВДВ СССР                                                                     |
| 2011 | с | Игра                                                                                                | Олег Евгеньевич Дорохов, директор ФСБ РФ, генерал армии                                                                                             |
| 2011 | с | Лектор                                                                                              | Майкл Леонетти, сотрудник ЦРУ |
| 2011 | с | Морпехи                                                                                             | Иванов, подполковник ГРУ |
| 2011 | с | Правила маскарада                                                                                   | Юрий Светлов |
| 2011 | с | Ярость                                                                                              | Виктор Евгеньевич Степанов, старший следователь прокуратуры                                                                                         |
| 2012 | ф | Дела семейные                                                                                       | Николай Соколов, бывший военный лётчик, муж Ларисы                                                                                                  |
| 2012 | с | Дикий 3 (фильм № 7 «Без тормозов»)                                                                  | «Чистильщик» |
| 2012 | с | Золотой запас                                                                                       | Шеремет |
| 2012 | с | Ищейка (не закончен)                                                                                | Третьяков |
| 2012 | с | Порох и дробь                                                                                       | Максим Александрович Чарушин |
| 2012 | с | Метод Лавровой 2                                                                                    | Нил Александрович Рокотов, преподаватель криминологии в Академии МВД, майор полиции                                                                 |
| 2013 | с | Чёрные кошки                                                                                        | Курт («Гриф»), диверсант |
| 2014 | с | Синдром шахматиста                                                                                  | Андрей Сергеевич Воеводин, следователь Управления МВД                                                                                               |
| 2014 | с | Братья по обмену 2                                                                                  | Червень (Андрей), заключённый |
| 2014 | с | Братаны 4 (фильм № 1)                                                                               | Демис Ставриди («Грек») |
| 2014 | с | Бессонница                                                                                          | Андрей Евгеньевич Сухарев, сотрудник МИДа |
| 2014 | с | Хорошие руки                                                                                        | Виктор Лавренёв, отец Кати |
| 2014 | с | Игра. Реванш                                                                                        | Олег Евгеньевич Дорохов, директор ФСБ РФ, генерал армии                                                                                             |
| 2015 | с | Степные волки                                                                                       | Павел Витальевич Лычкин, подполковник областного управления уголовного розыска                                                                      |
| 2015 | с | На дальней заставе                                                                                  | Валерий Александрович Лозовой, подполковник, начальник пограничной заставы                                                                          |
| 2015 | с | Однажды преступив черту                                                                             | Олег Ершов, майор, следователь |
| 2015 | с | Ленинград 46 (фильм № 6 «Чемпион города» — серии № 21-24)                                           | Степан Семёнович Куликов, тренер по боксу, главарь банды «боксёров»                                                                                 |
| 2015 | с | Своя чужая                                                                                          | Артём Александрович Рустамов, полковник УСБ |
| 2016 | с | Провокатор                                                                                          | «Высокий» |
| 2017 | ф | Гуляй, Вася!                                                                                        | отец Алисы |
| 2017 | с | По ту сторону смерти (фильм № 3 «Чокнутая»)                                                         | Дмитрий Геннадьевич Храмцов, генерал, руководитель операции по освобождению заложников                                                              |
| 2017 | с | Конвой                                                                                              | Седов, командир советского военного конвоя с секретным грузом                                                                                       |
| 2017 | с | Молодёжка 5. Взрослая жизнь                                                                         | Алексей Князев, крупный бизнесмен, муж Регины |
| 2017 | с | Живой                                                                                               | Пётр Иванович Люценюк, полковник МВД |
| 2017 | ф | Притяжение                                                                                          | министр МЧС РФ |
| 2017 | с | Машкин дом                                                                                          | Андрей Николаевич Локтионов, врач-хирург, отец Маши                                                                                                 |
| 2017 | с | Суфлёр                                                                                              | Павел Антонович Гаев, коллекционер, бывший осуждённый за убийство и наркотики                                                                       |
| 2017 | с | Оптимисты                                                                                           | Билл Конвей (Василий Конев), корреспондент газеты «The New York Times»                                                                              |
| 2017 | с | Серебряный бор                                                                                      | Михаил Калугин |
| 2017 | с | Четвёртая смена                                                                                     | Луговой |
| 2017 | с | Форс-мажор                                                                                          | Бояра, «авторитет» |
| 2018 | с | Последний бой                                                                                       | Михаил Платов, лейтенант РККА, командир секретного советского танка КВ-9                                                                            |
| 2018 | с | Американцы 6 (США)                                                                                  | Ковтун, генерал |
| 2018 | с | Ланцет                                                                                              | Борис Григорьевич Шевцов, начальник Анастасии Ладыниной                                                                                             |
| 2019 | ф | На Париж…                                                                                           | Жан Клод, капрал, командир американского блокпоста на мосту через Эльбу                                                                             |
| 2019 | с | Беловодье. Тайна затерянной страны                                                                  | Клавдий |
| 2019 | с | Долгий свет маяка                                                                                   | Виктор |
| 2019 | ф | Балканский рубеж                                                                                    | Виктор Иванович Сомов, генерал, куратор военной операции в Приштине, близкий друг Асланбека Етхоева («Бека») (прототип — Леонид Григорьевич Ивашов) |
| 2019 | ф | Коридор бессмертия                                                                                  | Борис Константинович Саламбеков, начальник Октябрьской железной дороги во время Великой Отечественной войны                                         |
| 2020 | с | Тонкие материи                                                                                      | Гладков |
| 2020 | с | Бомба                                                                                               | Игорь Васильевич Курчатов, советский физик-ядерщик, академик, глава первого советского проекта по созданию атомной бомбы                            |
| 2020 | с | Курорт цвета хаки                                                                                   | Виктор Иванович Мещеряков, полковник, начальник пограничной службы, отец Веры, тесть Алексея Стрельцова, дед Данилы                                 |
| 2020 | ф | Иван Денисович                                                                                      | Буйновский |
| 2022 | с | Ловец снов                                                                                          | Игорь Николаевич Панов |
| 2022 | с | Борщи                                                                                               | Родион Макарович Савин, полковник полиции |
| 2023 | ф | Помилование                                                                                         | военком |
| 2024 | с | Калимба                                                                                             | Сергей Брындин |

## Награды
- 2009 — приз в номинации «Лучший мужской дебют» на международном фестивале актёров кино «Созвездие—2009» в Твери Гильдии актёров кино России — за главную роль майора НКВД Максима Прохорова в художественном фильме «Одна война» режиссёра Веры Глаголевой.